# Shirley (New York)
Shirley is een plaats (census-designated place) in de Amerikaanse staat New York, en valt bestuurlijk gezien onder Suffolk County.

## Demografie
Bij de volkstelling in 2000 werd het aantal inwoners vastgesteld op 25.395.

## Geografie
Volgens het United States Census Bureau beslaat de plaats een oppervlakte van
29,6 km², waarvan 28,8 km² land en 0,8 km² water.

## Plaatsen in de nabije omgeving
De onderstaande figuur toont nabijgelegen plaatsen in een straal van 8 km rond Shirley.